# Iryna Zhuk
Pour les articles homonymes, voir Zhuk.
Iryna Zhuk (née Yakaltsevich le 26 janvier 1993 à Hrodna) est une athlète biélorusse, spécialiste du saut à la perche.

## Carrière
En juin 2017, elle porte son record à Villeneuve-d'Ascq à 4,60 m, avant de remporter le titre aux Universiades de 2017 à Taipei avec 4,40 m. 
Le 25 février 2018, lors du All Star Perche à Clermont-Ferrand, elle bat le record de Biélorussie en salle de la discipline avec 4,62 m pour terminer 6e de la compétition.
Le 27 juin 2018, à Nancy, elle améliore le record de Biélorussie de Anastasiya Shvedova (4,65 m en 2010) en effaçant une barre à 4,66 m. Trois jours plus tard, à Székesfehérvár, elle porte cette marque à 4,67 m.
Elle se classe 7e des championnats du monde 2019 avec 4,70 m.
Le 27 février 2021, lors du All Star Perche à Aubière, elle bat le record de Biélorussie (salle et absolu) avec 4,73 m terminant deuxième de la compétition.

## Vie privée
Elle est mariée au décathlonien Vital Zhuk, médaillé de bronze aux championnats d'Europe 2018 de Berlin.

## Palmarès
| Date | Compétition                       | Lieu      | Résultat | Marque |
| ---- | --------------------------------- | --------- | -------- | ------ |
| 2015 | Championnats d'Europe espoirs     | Tallinn   | 4e       | 4,25 m |
| 2016 | Championnats d'Europe             | Amsterdam | 12e      | 4,35 m |
| 2017 | Championnats d'Europe en salle    | Belgrade  | 12e      | 4,40 m |
| 2017 | Championnats d'Europe par équipes | Lille     | 2e       | 4,60 m |
| 2017 | Universiade                       | Taipei    | 1re      | 4,40 m |
| 2018 | Championnats d'Europe             | Berlin    | 7e       | 4,55 m |
| 2019 | Championnats d'Europe en salle    | Glasgow   | 6e       | 4,65 m |
| 2019 | Championnats d'Europe par équipes | Sandnes   | 1re      | 4,56 m |
| 2019 | Championnats du monde             | Doha      | 7e       | 4,70 m |
| 2021 | Championnats d'Europe en salle    | Toruń     | 3e       | 4,65 m |
| 2021 | Jeux olympiques                   | Tokyo     | 8e       | 4,50 m |

## Records
| Épreuve          | Épreuve   | Marque      | Lieu   | Date             |
| ---------------- | --------- | ----------- | ------ | ---------------- |
| Saut à la perche | Plein air | 4,75 m (NR) | Brest  | 1er juillet 2023 |
| Saut à la perche | En salle  | 4,80 m (NR) | Liévin | 17 février 2022  |